# Кубок ярмарків 1968—1969
Одинадцятий Кубок ярмарків відбувся між 1968 і 1969 роками й був виграний англійським «Ньюкасл Юнайтед», який у фіналі переміг угорський «Уйпешт».

## 1/32 фіналу
Матчі проходили від 10 вересня до 23 жовтня 1968 року.
| Команда 1             | Заг.    | Команда 2                       | 1-й матч | 2-й матч |
| --------------------- | ------- | ------------------------------- | -------- | -------- |
| «Челсі»               | 9:3     | «Грінок Мортон»                 | 5:0      | 4:3      |
| «Ньюкасл Юнайтед»     | 4:2     | «Феєнорд»                       | 4:0      | 0:2      |
| «Ваккер»              | 2:5     | «Айнтрахт» (Франкфурт-на-Майні) | 2:2      | 0:3      |
| «Вінер Шпорт-Клуб»    | 1:5     | «Славія» (Прага)                | 1:0      | 0:5      |
| «Беєрсхот»            | 2:3     | «ДВС»                           | 1:1      | 1:2      |
| «Стандард»            | 2:3     | «Лідс Юнайтед»                  | 0:0      | 2:3      |
| «Дарінг»              | 2:3     | «Панатінаїкос»                  | 2:1      | 0:2      |
| «Тракія»              | 3:3 (ч) | «Реал Сарагоса»                 | 3:1      | 0:2      |
| «Славія» (Софія)      | 0:2     | «Абердин»                       | 0:0      | 0:2      |
| «Рейнджерс»           | 2:1     | «Воєводина»                     | 2:0      | 0:1      |
| «Атлетік» (Більбао)   | 3:3 дч* | «Ліверпуль»                     | 2:1      | 1:2      |
| «Атлетіко» (Мадрид)   | 2:2 (ч) | «Варегем»                       | 2:1      | 0:1      |
| «Ліон»                | 1:1*    | «Академіка»                     | 1:0      | 0:1      |
| «Мец»                 | 3:7     | «Гамбург»                       | 1:4      | 2:3      |
| «Аріс»                | 7:0     | «Гіберніанс»                    | 1:0      | 6:0      |
| «Болонья»             | 6:2     | «Базель»                        | 4:1      | 2:1      |
| «Наполі»              | 3:2     | «Грассгоппер»                   | 3:1      | 0:1      |
| «Скейд»               | 2:3     | «АІК»                           | 1:1      | 1:2      |
| «ДОС»                 | 2:3     | «Дандолк»                       | 1:1      | 1:2      |
| «Легія»               | 9:2     | «Мюнхен 1860»                   | 6:0      | 3:2      |
| «Спортінг» (Лісабон)  | 5:4     | «Валенсія»                      | 4:0      | 1:4 дч   |
| «Лейшойш»             | 1:1 (ч) | «Арджеш»                        | 1:1      | 0:0      |
| «Віторія» (Сетубал)   | 6:1     | «Лінфілд»                       | 3:0      | 3:1      |
| «Ганновер 96»         | 4:2     | «Болдклуббен 1909»              | 3:2      | 1:0      |
| «Рапід» (Бухарест)    | 4:7     | «ОФК Белград»                   | 3:1      | 1:6 дч   |
| «Лозанна»             | 0:4     | «Ювентус»                       | 0:2      | 0:2      |
| «Гезтепе»             | 2:2*    | «Марсель»                       | 2:0      | 0:2 дч   |
| «Олімпія» (Любляна)   | 1:5     | «Гіберніан»                     | 0:3      | 1:2      |
| «Динамо» (Загреб)     | 2:3     | «Фіорентіна»                    | 1:1      | 1:2      |
| «Ганза»               | 4:2     | «Ніцца»                         | 3:0      | 1:2      |
| «Локомотив» (Лейпциг) | +:-     | «КБ»                            | +:-      | +:-      |
| «Уйпешт»              | +:-     | «Уніон»                         | +:-      | +:-      |

* - переможець пари визначився жеребкуванням.

## 1/16 фіналу
Матчі проходили від 23 жовтня до 27 листопада 1968 року.
| Команда 1            | Заг.    | Команда 2                       | 1-й матч | 2-й матч |
| -------------------- | ------- | ------------------------------- | -------- | -------- |
| «Лідс Юнайтед»       | 2:2*    | «Наполі»                        | 2:0      | 0:2 дч   |
| «Челсі»              | 0:0*    | «ДВС»                           | 0:0      | 0:0 дч   |
| «Варегем»            | 1:2     | «Легія»                         | 1:0      | 0:2      |
| «Абердин»            | 2:4     | «Реал Сарагоса»                 | 2:1      | 0:3      |
| «Гіберніан»          | 4:1     | «Локомотив» (Лейпциг)           | 3:1      | 1:0      |
| «Рейнджерс»          | 9:1     | «Дандолк»                       | 6:1      | 3:0      |
| «Панатінаїкос»       | 0:1     | «Атлетік» (Більбао)             | 0:0      | 0:1      |
| «Аріс»               | 2:11    | «Уйпешт»                        | 1:2      | 1:9      |
| «Ювентус»            | 0:1     | «Айнтрахт» (Франкфурт-на-Майні) | 0:0      | 0:1 дч   |
| «Спортінг» (Лісабон) | 1:2     | «Ньюкасл Юнайтед»               | 1:1      | 0:1      |
| «Віторія» (Сетубал)  | 7:1     | «Ліон»                          | 5:0      | 2:1      |
| «Гамбург»            | 5:4     | «Славія» (Прага)                | 4:1      | 1:3      |
| «АІК»                | 6:7     | «Ганновер 96»                   | 4:2      | 2:5      |
| «Гезтепе»            | 5:3     | «Арджеш»                        | 3:0      | 2:3      |
| «ОФК Белград»        | 2:1     | «Болонья»                       | 1:0      | 1:1      |
| «Ганза»              | 4:4 (ч) | «Фіорентіна»                    | 3:2      | 1:2      |

* - переможець пари визначився жеребкуванням.

## 1/8 фіналу
Матчі проходили від 16 грудня 1968 року до 4 лютого 1969 року.
| Команда 1           | Заг.    | Команда 2                       | 1-й матч | 2-й матч |
| ------------------- | ------- | ------------------------------- | -------- | -------- |
| «Лідс Юнайтед»      | 7:2     | «Ганновер 96»                   | 5:1      | 2:1      |
| «Атлетік» (Більбао) | 2:1     | «Айнтрахт» (Франкфурт-на-Майні) | 1:0      | 1:1      |
| «Реал Сарагоса»     | 4:4 (ч) | «Ньюкасл Юнайтед»               | 3:2      | 1:2      |
| «ДВС»               | 1:4     | «Рейнджерс»                     | 0:2      | 1:2      |
| «Легія»             | 1:3     | «Уйпешт»                        | 0:1      | 2:2      |
| «Віторія» (Сетубал) | 4:2     | «Фіорентіна»                    | 3:0      | 1:2      |
| «Гамбург»           | 2:2 (ч) | «Гіберніан»                     | 1:0      | 1:2      |
| «ОФК Белград»       | 3:3 (ч) | «Гезтепе»                       | 3:1      | 0:2      |

## 1/4 фіналу
Матчі проходили від 5 березня до 2 квітня 1969 року.
| Команда 1         | Заг. | Команда 2           | 1-й матч | 2-й матч |
| ----------------- | ---- | ------------------- | -------- | -------- |
| «Ньюкасл Юнайтед» | 6:4  | «Віторія» (Сетубал) | 5:1      | 1:3      |
| «Рейнджерс»       | 4:3  | «Атлетік» (Більбао) | 4:1      | 0:2      |
| «Лідс Юнайтед»    | 0:3  | «Уйпешт»            | 0:1      | 0:2      |
| «Гезтепе»         | +:-  | «Гамбург»           | +:-      | +:-      |

## 1/2 фіналу
Матчі проходили від 23 квітня до 21 травня 1969 року.
| Команда 1   | Заг. | Команда 2         | 1-й матч | 2-й матч |
| ----------- | ---- | ----------------- | -------- | -------- |
| «Рейнджерс» | 0:2  | «Ньюкасл Юнайтед» | 0:0      | 0:2      |
| «Гезтепе»   | 1:8  | «Уйпешт»          | 1:4      | 0:4      |

## Фінал

### Перший матч
| 29 травня 1969 |

| «Ньюкасл Юнайтед»         | 3:0      | «Уйпешт» |
| ------------------------- | -------- | -------- |
| Монкур 63', 72' Скотт 83' | Протокол |          |

| Сент-Джеймс Парк, Ньюкасл-апон-Тайн Глядачів: 59 234 Арбітр: Жозеф Ганнет |

### Другий матч
| 11 червня 1969 |

| «Уйпешт»           | 2:3      | «Ньюкасл Юнайтед»                  |
| ------------------ | -------- | ---------------------------------- |
| Бене 31' Гереч 44' | Протокол | Монкур 46' Арентофт 50' Фоггон 74' |

| Медьєрі уті Штадіон, Будапешт Глядачів: 18 000 Арбітр: Йожеф Гейманн |